# 阿多カルデラ

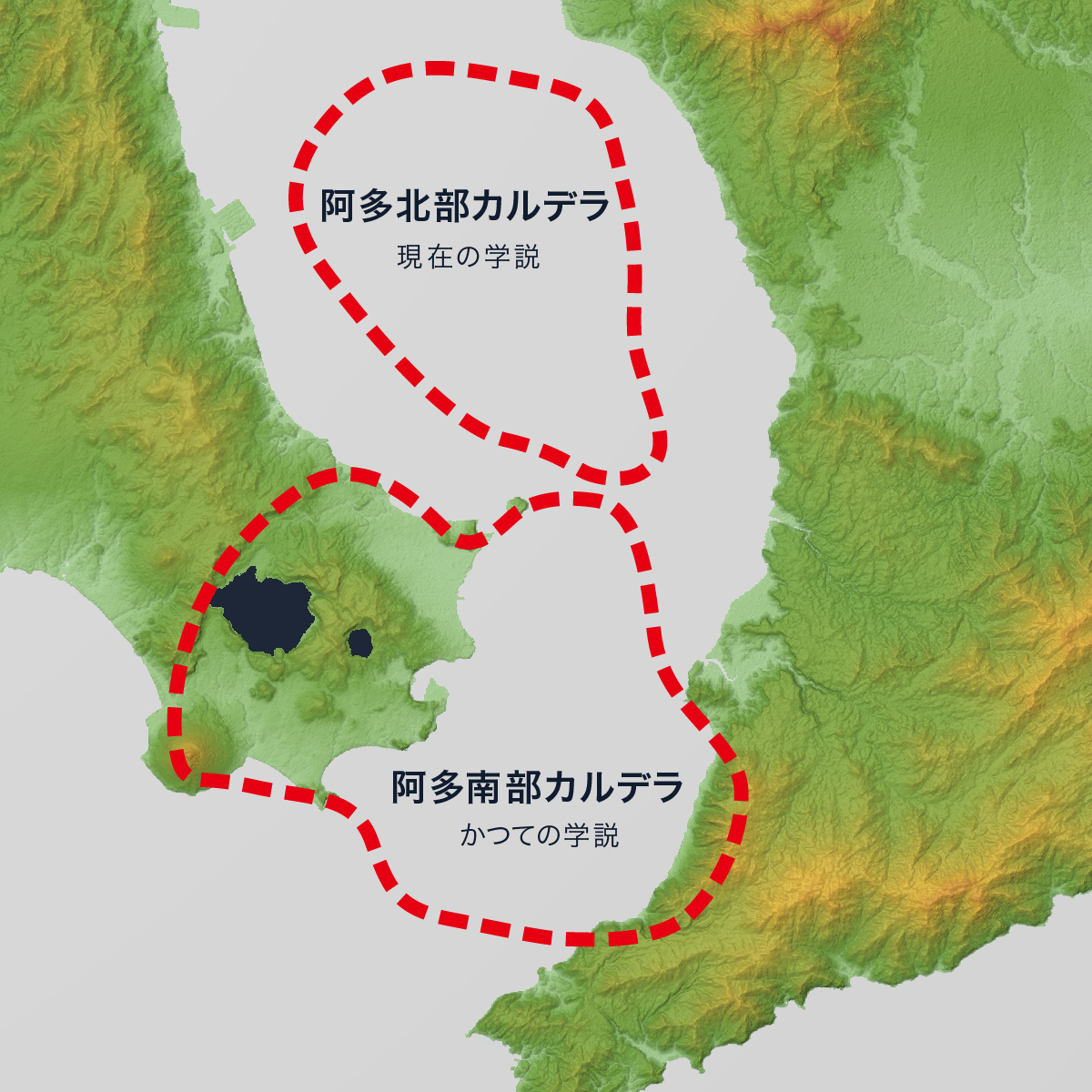
約11万年前の大噴火を起した阿多カルデラの位置
上が現在の学説
下は以前の学説

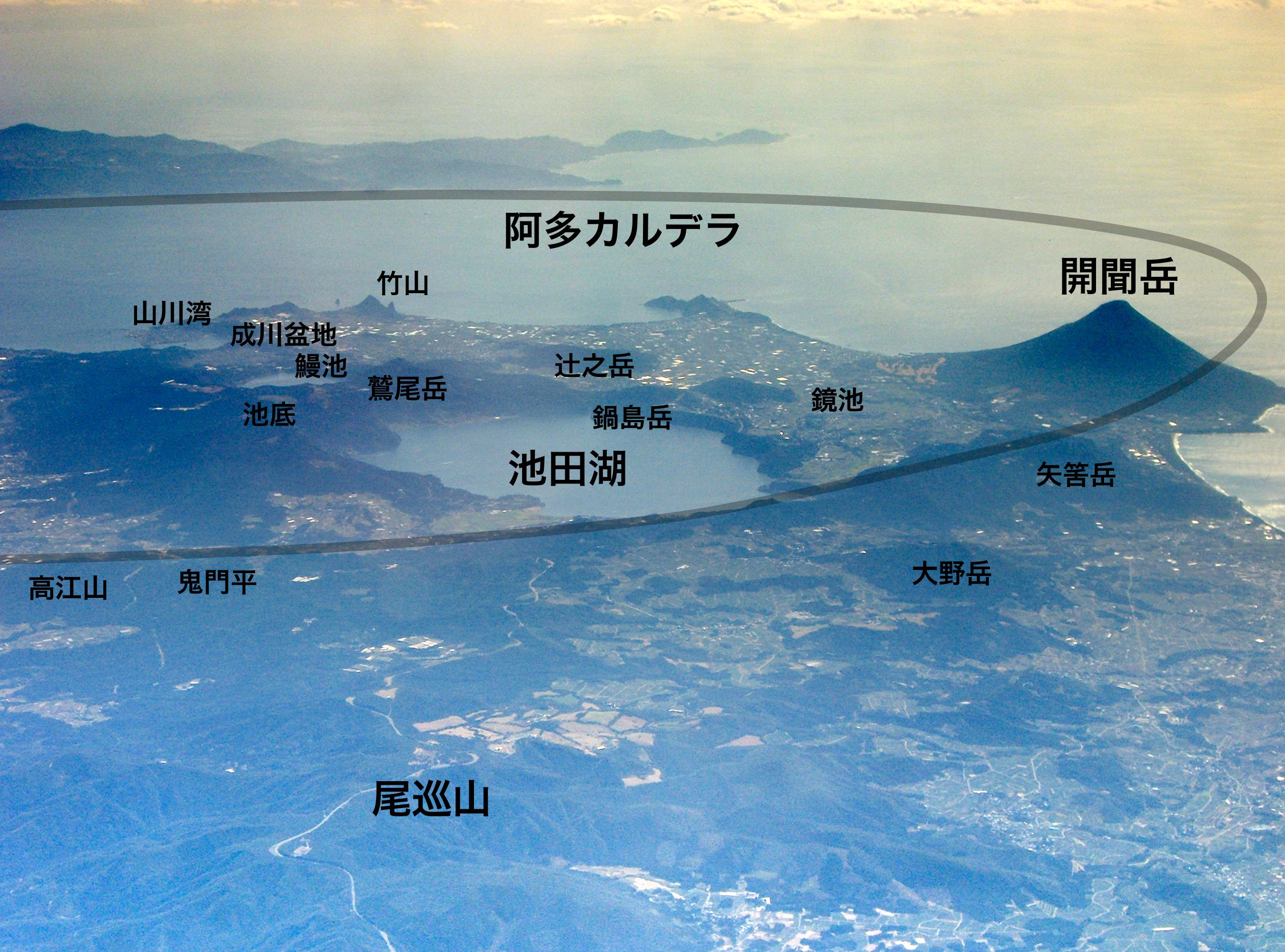
阿多南部カルデラと指宿火山群

阿多カルデラ（あたカルデラ）は、鹿児島湾南端にあるカルデラ。姶良カルデラと鬼界カルデラの中間に位置する。

## 概要
薩摩半島南部と大隅半島南部に広く分布する阿多テフラと呼ばれる火山噴出物の起源として、池田湖の北西部に延びる鬼門平（おんかどびら、おんかびら）断層を西北端、大隅半島西岸を東南端とする南北約14km、東西約24kmの楕円形領域に広がるカルデラを1940年代に松本唯一が提案し、西側の指宿カルデラと東側の肝属カルデラが複合したものと考えられていた。その後1980年代にかけて調査が進み、阿多テフラはこのカルデラより約20km北側の鹿児島湾内にある別のカルデラから噴出したと考えられるようになった。南側のカルデラは阿多南部カルデラ、北側のカルデラは阿多北部カルデラと呼ばれる。
阿多北部カルデラは火砕流を伴う噴火と陥没を繰り返しており、約11万年前の大噴火においては、阿多北部カルデラから阿多テフラが噴出した直後に阿多南部カルデラでも陥没が発生したと考えられている。この大噴火の後、阿多南部カルデラ内部に鷲尾岳、清見岳など新期指宿火山群と呼ばれる火山群が形成された。約5500年前には阿多南部カルデラ西北縁部で大噴火が起こり池田湖（池田カルデラ）が形成された。これとほぼ同時に発生したマグマ水蒸気爆発により山川湾、成川盆地、鰻池、池底、松ヶ窪などの噴火口群が相次いで形成された。その後、鍋島岳や開聞岳が形成され現在に至っている。
阿多南部カルデラ内部にある池田湖から山川湾にかけてのカルデラおよび噴火口群は池田山川としてランクCの活火山に指定されている。カルデラの西縁には同じくランクCの活火山である開聞岳がある。指宿市の領域はほぼ阿多南部カルデラ内西側にあり、指宿温泉がある。

## 主な噴出物
- 年代未詳（阿多テフラ以前）
  - 古期指宿火山群：矢筈岳、小浜岳、高江山など。
  - 中期指宿火山群：大野岳、魚見岳など。
- 約24万年前
  - 阿多鳥浜火砕流（Ata-Th）：噴出場所は阿多南部カルデラ。体積は100km3（60DREkm3）以上。
- 年代未詳
  - 阿多丸峯降下軽石（Ata-Mr）：体積は約2km3。
- 約10.5万年前：阿多テフラ（Ata）。噴出場所は阿多北部カルデラ。総体積約300km3（188DREkm3）。
  - 前半ステージ：マグマ水蒸気噴火とマグマ噴火を交互に繰り返した。
    - 郡火山豆石質降下火山灰
    - 阿多降下軽石：体積は約100km3。
    - 伊座敷火山豆石質降下火山灰
    - 佐多降下軽石
    - 阿多火砕流下部・中部：非溶結。広義の阿多火砕流。

  - 阿多火砕流中部から阿多火砕流上部の間に数ヶ月程度の時間間隙。
  - 後半ステージ：カルデラ噴火。
    - 阿多火砕流上部：強溶結。狭義の阿多火砕流。体積は約110km3。
    - 阿多火山灰：体積は約110km3。
    - 竹之浦降下火山灰
- 約10-1.9万年前
  - 新期指宿火山群：鷲尾岳、清見岳など。体積は合計約15.2DREkm3。
- 約5500年前：池田湖テフラ。体積は合計約3km3（0.92DREkm3）。
  - 池崎火山灰（Iz-a）
  - 尾下スコリア（Os-s）
  - 池田降下軽石（Ik-p）
  - 池田火砕流（Ik）：数回に分けて噴出。
  - 池田降下火山灰（Id-a）
- 約4500年前
  - 鍋島岳：池田湖の南縁に形成された溶岩ドーム。
- 約4000-1000年前
  - 開聞岳：体積は約8km3（3.8DREkm3）。